# Tholeropsis decimata
Tholeropsis decimata là một loài bướm đêm trong họ Noctuidae.